# Tramwaje w Wilnie
Tramwaje w Wilnie – nieistniejący już system tramwajów konnych w Wilnie.
Tramwaje konne pojawiły się w Wilnie w 1893 roku. Początkowo stworzono dwie linie, obie rozpoczynały bieg przy dworcu kolejowym i przez ulicę Mickiewicza kierowały się na plac Łukiszki (linia 1) oraz na Antokol (linia 2). Ostatecznie powstały 3 linie: Dworzec Kolejowy (Stotis) - Most Zielony (Žaliasis tiltas), Most Zwierzyniec (Žvėryno tiltas) - Most Zarzecze (Užupio tiltas) oraz Plac Katedralny (Katedros aikštė) - Antokol (Antakalnis). Sieć została poważnie uszkodzona w czasie I wojny światowej i w listopadzie 1926 r. została zlikwidowana.
Na początku XXI w. powrócono do koncepcji tramwaju. We wrześniu 2001 r. zlecono wykonanie studium wykonalności transportu zbiorowego firmie Systra na okres 12 lat. W oparciu przeprowadzone badania i analizy tramwaj w Wilnie miał się składać z trzech linii. Jako pierwsza miała powstać linia A o długości 10,4 km z 18 przystankami. Długość peronów na przystanku miała wynosić 41 m, wysokość 28 cm, minimalna szerokość 2,5 m.